# Citroën FAF
Pour les articles homonymes, voir FAF.
La Citroën FAF était une voiture dérivée de la 2CV et conçue pour les pays du tiers monde. La FAF était réputée pour être facile à fabriquer et facile à financer.
La carrosserie a été conçue pour être facile à produire et la voiture ressemblait à une version métallique de la Méhari. La FAF a été produite à partir de 1973 jusqu'en 1979. La voiture a été construite en Grèce, comme la Citroën Pony (1972-1983), au Portugal, en Guinée-Bissau, au Chili, comme la Yagán ainsi qu'en Côte d'Ivoire et, pour quelques-unes, au Sénégal, sous le nom de "Baby Brousse" et en République Centrafricaine. Au Viet Nam du Sud, la FAF s'appelait 'La Dalat' (1970-1975) et 3 880 en ont été construits.
L'originalité de la carrosserie de ce véhicule est que toutes les pièces étaient en tôle pliée. Pour chacune de ces pièces était fait un "patron", comme en couture, sur lequel étaient dessinés la forme à découper mais aussi les plis à faire, l'angle, le sens et l'ordre de pliage. Le plan faisait aussi office de notice de montage. Essayez de faire l'équivalent pour un simple avion en papier et vous mesurerez l'ampleur de la tâche. Faute d'ordinateurs et de logiciels de CAO, tout devait donc être fait sur plan avec la géométrie descriptive comme seul outil. C'est probablement le seul véhicule fabriqué selon ce procédé. 

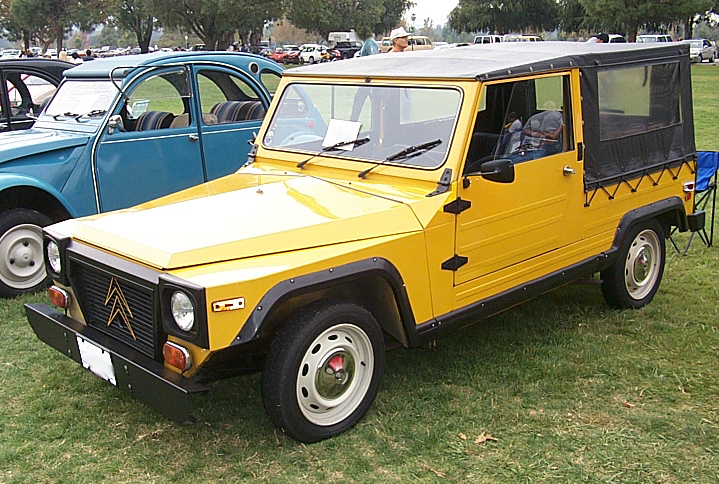
1982 Namco Pony modèle des États-Unis
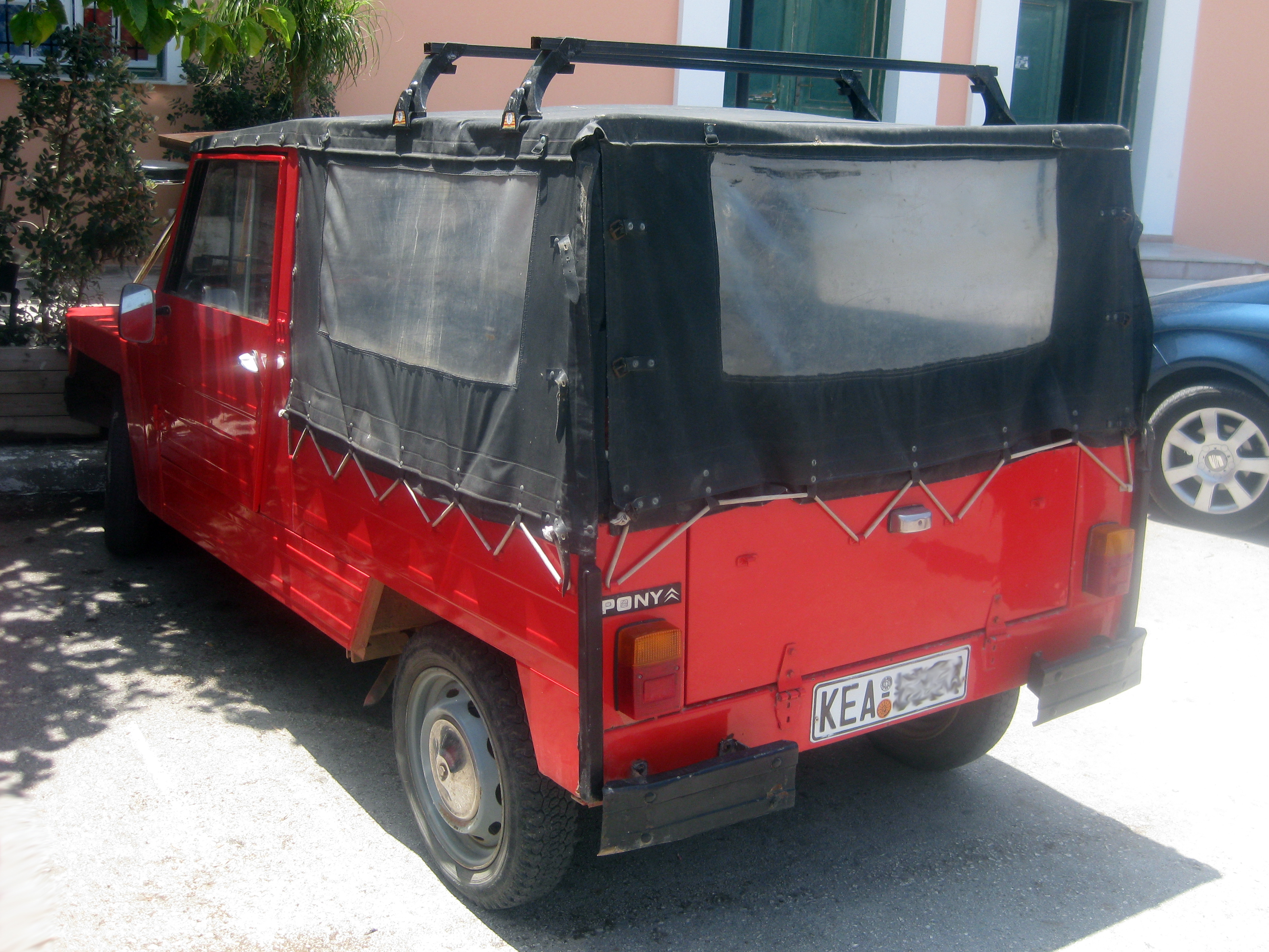
Arrière de la Citroën Pony
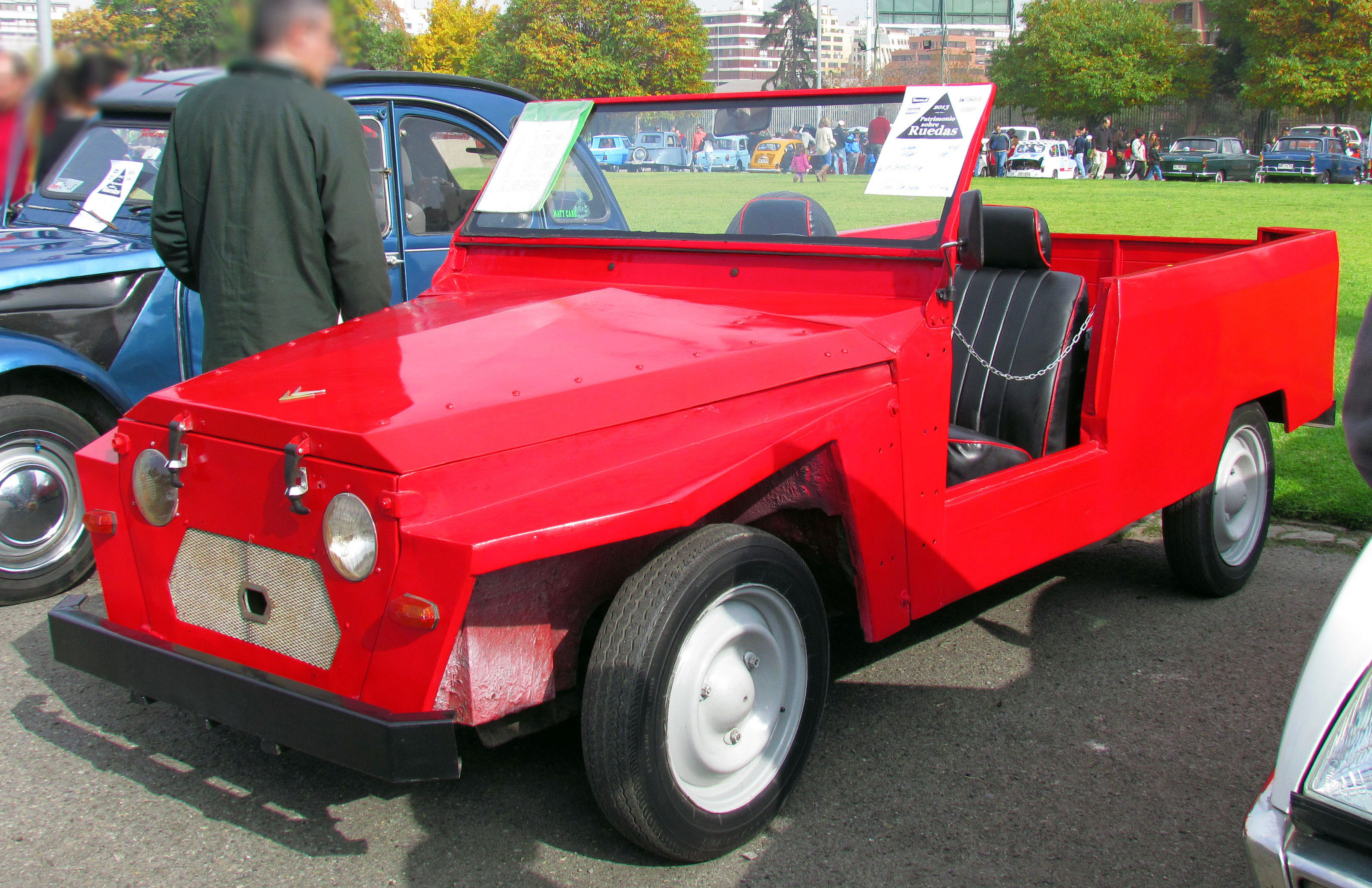
1974 Citroën Yagán
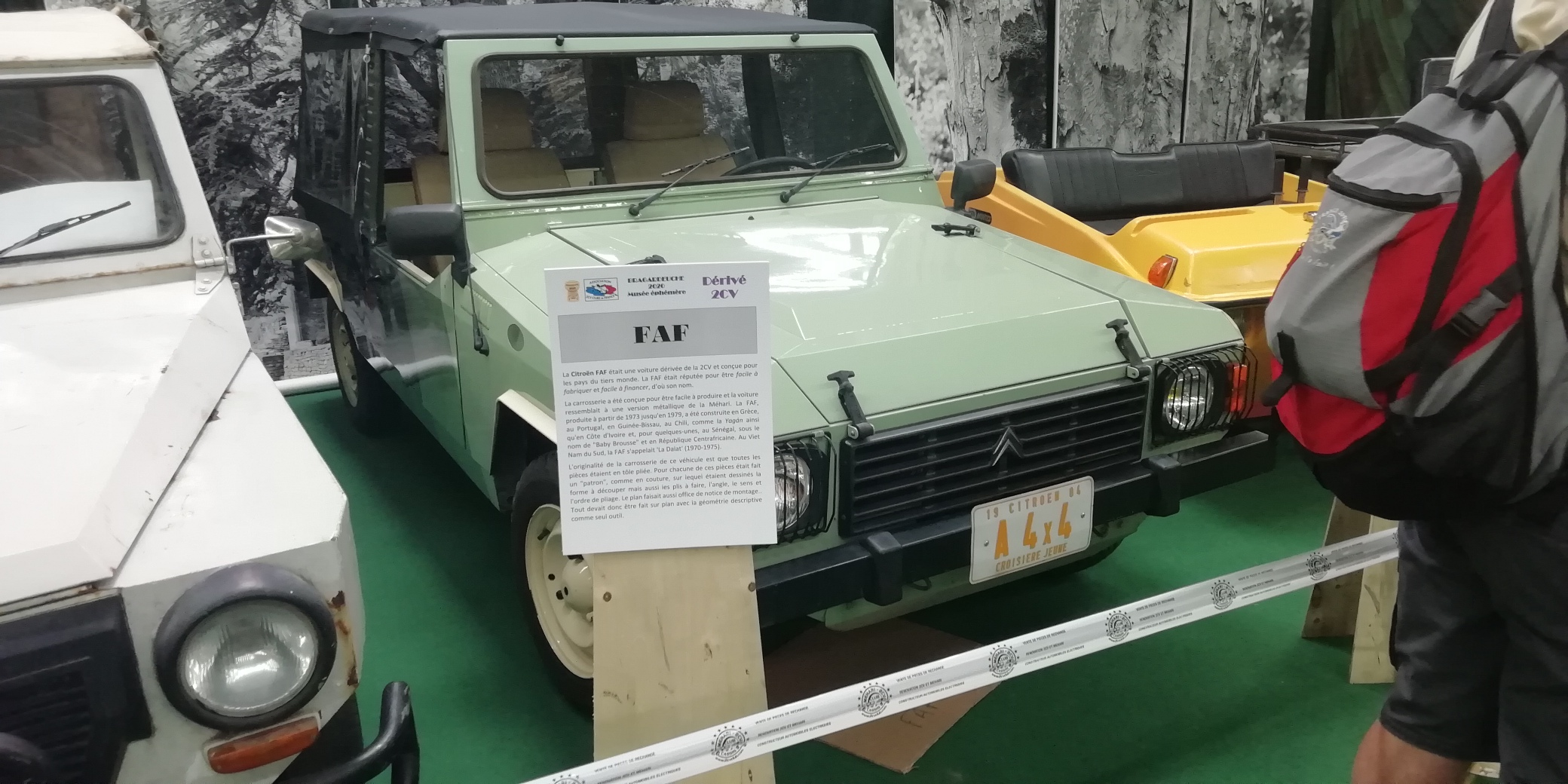
FAF A 4x4 version civile ex-conservatoire Citroën
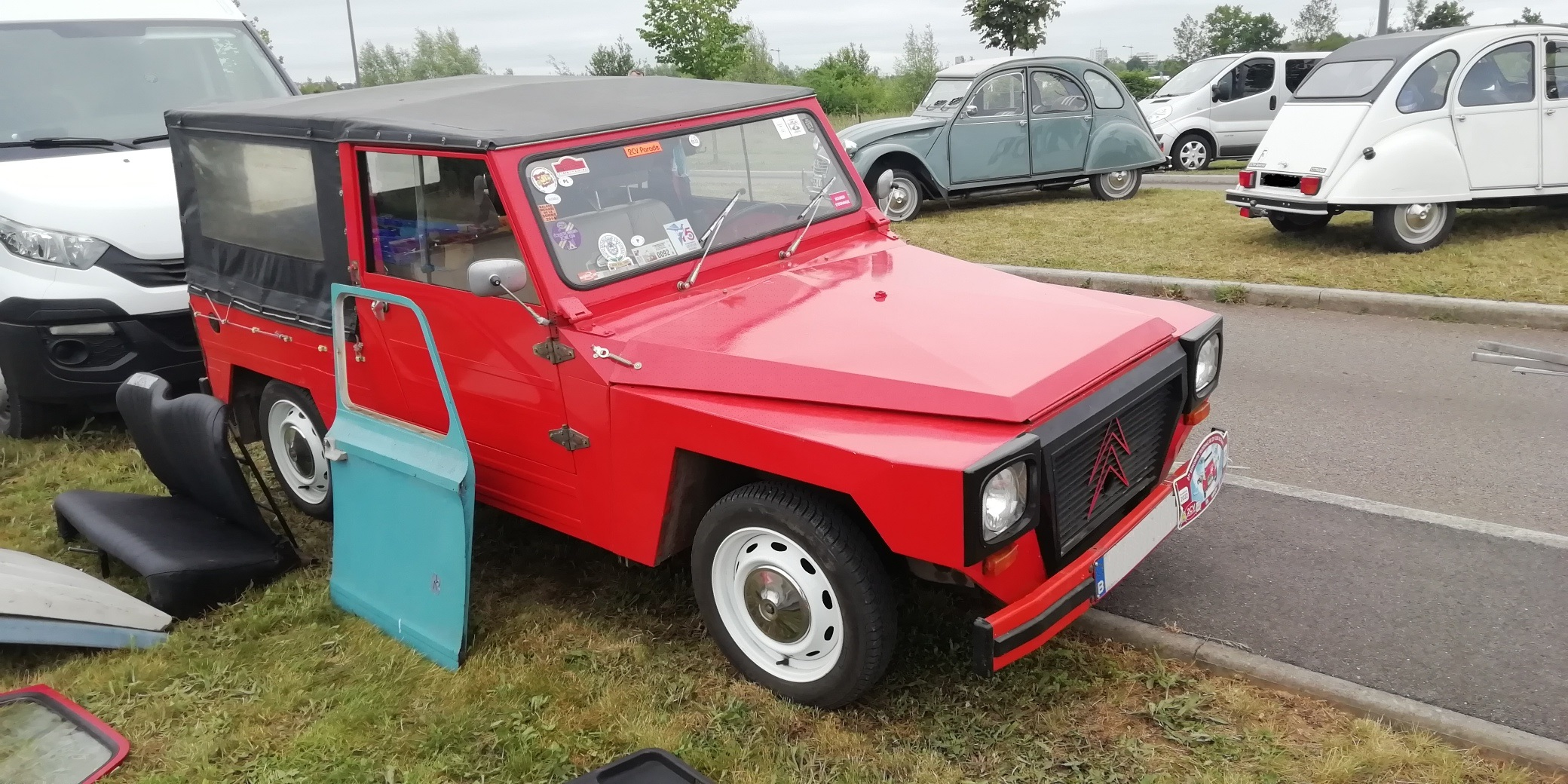
Namco Pony